# ISO 14651
ISO/CEI 14651:2016, Tecnología de la Información -- Ordenación y comparación internacional de cadenas -- Método para comprara cadena de caracteres y descripción de la plantilla común de ordenado a medida es un estándar perteneciente a ISO que especifica un algoritmo que puede ser usado para realizar la comparación de dos cadenas de caracteres. Esta comparación puede ser usada cuando estemos comparando un conjunto de cadenas. El estándar  también especifica un archivo de datos que especifica el orden de comparación, la Plantilla Adaptable Común (originalmente en inglés: Common Tailorable Template, CTT). Se supone que el orden de comparación esta diseñado para diferentes idiomas (por lo tanto, el CTT es considerado como una plantilla y no como un valor predeterminado, aunque la adaptación vacía, sin cambiar ninguna ponderación es apropiada en muchos casos), ya que los diferentes idiomas tienen requisitos de ordenado incompatibles. Una de esas adaptaciones son las reglas de ordenado europeas (originalmente en inglés: European ordening rules) (EOR), que a su vez se deben adaptar a diferentes idiomas europeos.
El archivo de datos de la Plantilla Adaptable Común (CTT) de este estándar ISO está alineado con el archivo de datos de la Tabla de entidades de clasificación Unicode predeterminada (Originalmente en inglés: Default Unicode Collation Entity Table) (DUCET) de la UCA (Unicode Collation Algorithm) especificado en Unicode Technical Standard #10.
Esta es la cuarta edición del estándar, y se publicó el 15-02-2016, fue corregido el 01-05-2016.